# Razred (teorija množic)
Rázred je v teoriji množic skupina množic (lahko tudi drugih matematičnih objektov), ki imajo nedvoumno definirano značilnost pripadajočo vsem članom. Kadar razred ni množica, se imenuje pravi razred. Včasih se izraz razred uporablja tudi kot sinonim za množico. 

## Zgledi
- razred vseh ordinalnih števil je pravi razred
- razred vseh kardinalnih števil je pravi razred
- razred vseh množic je pravi razred
- skupina algebrskih objektov je pogosto pravi razred (to so na primer razred vseh grup in razred vseh vektorskih prostorov).
- v teoriji kategorij, ki vsebuje skupino objektov, ki tvorijo lastni razred, se imenuje velika kategorija (če se kategorije ne prišteva med male, je kategorija velika)